# Lei dos três estados
A Lei dos três estados é a base na qual está assentada o edifício filosófico, científico e político elaborado pelo pensador francês Auguste Comte (1798-1857), o fundador do positivismo. 
A Lei dos Três Estados é o fundamento da obra de Comte, aplicando-se aos vários âmbitos da existência humana, desde as belas-artes até a política, passando pelas ciências e pela economia. 
Ela é uma concepção ao mesmo tempo, epistemológica, histórica e filosófica (em sentido amplo), tendo permitido a Comte criar a Sociologia, a História das Ciências e também a Psicologia Positiva…

## As Leis dos três estados
O espírito humano, de modo a compreender os fenômenos que se observam no universo, passa necessariamente por Três Estados (Três formas de concepção da realidade) que são denominadas tais como: 
- Teológico: Caracterizado por explicações sobrenaturais os homens buscavam divindades a fim de darem sentido as suas práticas tribais ( primitivas)
  - Animismo: também chamado de fetichismo, se caracteriza por dar aos objetos concretos da natureza vida e vontade própria, semelhantes a dos seres humanos.
  - Politeísmo: a vontade dos deuses possui controle absoluto sobre todas as coisas.
  - Monoteísmo: a vontade do Deus (único) controla todas as coisas e todos os acontecimentos.

Metafísico: os fenômenos são explicados por meio de forças ocultas e/ou entidades abstratas. As abstrações personificadas substituem as vontades sobrenaturais.
Positivo: o espírito humano renuncia a busca das causas primárias e dos fins últimos, subordinando os fenômenos a leis naturais experimentalmente demonstradas. As causas absolutas (os porquês) e os fins (finalidades últimas) por serem inacessíveis ao exame científico, são substituídas pelo estudo e descobertas das Leis Naturais que explicam como os fenômenos ocorrem. No estágio positivo procura-se descobrir as leis segundo as quais os fenômenos se encadeiam uns aos outros.

## O enunciado da Lei dos Três Estados
Eis o enunciado presente no Catecismo positivista (conforme aparece na quarta edição brasileira da Igreja Positivista do Brasil, de 1935, página 479):
"Cada entendimento oferece uma unica a sucessão dos três estados, fictício, abstrato e positivo, em relação às nossas concepções quaisquer, mas com uma velocidade proporcional à generalidade dos fenômenos correspondentes".
De maneira complementar à Lei dos Três Estados, há a Lei do Classamento das Ciências. De acordo com essa lei complementar, as ciências são as seguintes: Matemática, Astronomia, Física, Química, Biologia, Sociologia, Moral (ou Psicologia Positiva).

## Explicando as leis
Conjugando as duas leis — a dos Três Estados e a da Classificação das Ciências —, o resultado é o seguinte.
Toda concepção humana (abstrata) passa por três fases sucessivas: teológica, metafísica e positiva; a fase teológica, por sua vez, subdivide-se em fetichista, astrolátrica, politeísta  e monoteísta . Essas fases correspondem a formas de explicar os fenômenos tratados em cada concepção. Na fase teológica, os fenômenos são explicados a partir de vontades supra-humanas e sobrenaturais, que manipulam à vontade a realidade. Na fase metafísica, os fenômenos são explicados com recurso a abstrações teóricas que assumem vontades personificadas. Na fase positiva, por fim, os fenômenos são explicados por meio de leis naturais, que estabelecem relações de sucessão e semelhança. Além disso, a teologia e a metafísica são absolutas em termos filosóficos e buscam as causas primeiras e finais ("de onde viemos?", "para onde vamos?" etc.), ao passo que a positividade é relativista e humanista, deixando de lado os "porquês" absolutos.
É importante notar que a "positividade" não é a mesma coisa que a simples "ciência" ou o "cientificismo". A positividade considera a totalidade da natureza humana (que é tripla: sentimentos, inteligência e atividade) e procura aplicar em sua integralidade o espírito positivo.
A velocidade com que as concepções humanas passam por essas fases de acordo com dois critérios: generalidade decrescente e complexidade crescente.
Em outras palavras, quanto mais geral for o fenômeno em questão, mais rapidamente ele tornar-se-á positivo; quanto mais complexo (ou seja, quanto maior a quantidade de variáveis intervenientes), mais demorada será essa passagem.
A Lei da Classificação das Ciências corresponde, portanto, à sucessão histórica e teórica dos tipos de fenômenos que passaram pelas três fases (teológica, metafísica e positiva). Esses tipos de fenômenos são agrupados nas sete ciências fundamentais, necessariamente de caráter abstrato, indicadas acima: Matemática, Astronomia, Física, Química, Biologia, Sociologia e Moral (ou Psicologia Positiva).

## Não há apenasumaLei dos Três Estados
Diferentemente do que se afirma correntemente, não há apenas uma única Lei dos Três Estados; na verdade, elas são três. Por que essa quantidade? Porque, para Comte, o ser humano tem uma natureza tripla: ele é constituído por 1) sentimentos e instintos; 2) por idéias e crenças e 3) por ações práticas.
A "Leis dos Três Estados" mais conhecida — e que, com justiça, como dito acima, é considerada a fundamental — é a relativa às idéias. As outras duas são as seguintes (Catecismo positivista, 4.ª ed., Rio de Janeiro, Igreja Positivista do Brasil, p. 479):
- atividade prática: "A atividade é primeiro conquistadora, em seguida defensiva e enfim industrial"
- sentimentos e instintos: "A sociabilidade é primeiro doméstica, em seguida cívica e enfim universal, segundo a natureza peculiar a cada um dos três instintos simpáticos.

Elas querem dizer o seguinte.
Na lei da atividade prática, o ser humano começa sua história fazendo a guerra expansionista, isto é, para conquistar territórios; em seguida, ele faz guerra defensiva, ou seja, faz guerras para defender-se de ataques externos; por fim, a sua atividade principal deixa de ser guerreira e torna-se pacífica, destinada à satisfação das várias necessidades humanas (materiais, intelectuais, afetivas).
Na lei dos sentimentos e dos instintos, o ser humano começa sua história preocupando-se com suas vinculações familiares (clãs, tribos), em que a base da associação é o respeito aos mais velhos (ou aos mais fortes). Em seguida, as associações humanas ampliam-se e sua base passa a ser cívica, nas cidades ou nas nações; por fim, o ser humano vincula-se a toda a humanidade, por meio da mais pura bondade (isto é, a preocupação com os outros, com os mais fracos ou com quem vem depois de nós).
A Lei dos  Três Estados, conduzirá, na visão de Comte, ao advento da Era Normal onde a humanidade alcançará o estágio evolutivo final (estágio positivo) caracterizado pelo predomínio da  Religião da Humanidade.